# Liste der Pfarren im Dekanat Oberpullendorf
Das Dekanat Oberpullendorf ist ein Dekanat der römisch-katholischen Diözese Eisenstadt.

## Pfarren mit Kirchengebäuden
| Pfarre                     | Pfarrverband                | Ink.               | Patrozinium                                          | Kirchengebäude                                                                                                 | Bild |
| -------------------------- | --------------------------- | ------------------ | ---------------------------------------------------- | --- | ---- |
| Draßmarkt                  | Hl. Elisabeth von Thyringen |                    | Hl. Andreas                                          | Pfarrkirche Draßmarkt Filialkirche Karl                                                                        |      |
| Kaisersdorf                | Hl. Elisabeth von Thyringen |                    | Hl. Nikolaus                                         | Pfarrkirche KaisersdorfSt. Maria Magdalena (Weingraben)                                                        |      |
| Klostermarienberg          |                             | Lilienfeld (OCist) | Hl. Georg und Mariä Himmelfahrt                      | Pfarrkirche Klostermarienberg                                                                                  |      |
| Kogl                       |                             |                    | Hl. Oswald                                           | Pfarrkirche Kogl                                                                                               |      |
| Landsee                    | Hl. Elisabeth von Thyringen |                    | Hl. Michael                                          | Pfarrkirche Landsee                                                                                            |      |
| Lockenhaus                 |                             |                    | Heilige Nikolaus von Myra und Nikolaus von Tolentino | Pfarrkirche Lockenhaus                                                                                         |      |
| Mannersdorf an der Rabnitz |                             |                    | Hl. Dreifaltigkeit                                   | Pfarrkirche Mannersdorf an der Rabnitz                                                                         |      |
| Markt St. Martin           | Hl. Elisabeth von Thyringen |                    | Hl. Martin                                           | Pfarrkirche Markt St. Martin                                                                                   |      |
| Mitterpullendorf           |                             |                    | Hll. Simon und Judas                                 | Pfarrkirche Mitterpullendorf                                                                                   |      |
| Neutal                     | Hl. Elisabeth von Thyringen |                    | Mariä Namen                                          | Pfarrkirche Neutal                                                                                             |      |
| Oberloisdorf               |                             |                    | Hl. Rochus                                           | Pfarrkirche Oberloisdorf                                                                                       |      |
| Oberpullendorf             |                             |                    | Hl. Klemens Maria Hofbauer                           | Pfarrkirche Oberpullendorf                                                                                     |      |
| Oberrabnitz                | Hl. Elisabeth von Thyringen |                    | Christi Himmelfahrt                                  | Pfarrkirche Oberrabnitz                                                                                        |      |
| Pilgersdorf                |                             |                    | Hl. Ägidius                                          | Pfarrkirche PilgersdorfFilialkirche Bubendorf im Burgenland hl. Florian, Filialkirche Lebenbrunn hl. Ulrich    |      |
| Piringsdorf                |                             |                    | Hll. Johannes der Täufer und Koloman                 | Pfarrkirche Piringsdorf                                                                                        |      |
| Rattersdorf                |                             |                    | Mariä Geburt und Mariä Heimsuchung                   | Wallfahrtskirche Rattersdorf                                                                                   |      |
| Steinberg-Dörfl            |                             |                    | Hl. Wenzel                                           | Pfarrkirche Steinberg an der RabnitzFilialkirche hl. Michael in Dörfl, Wallfahrtskapelle Maria Bründl in Dörfl |      |
| Stoob                      |                             |                    | Hl. Johannes der Täufer                              | Pfarrkirche Stoob                                                                                              |      |
| Unterrabnitz               |                             |                    | Hll. Petrus und Paulus                               | Pfarrkirche Unterrabnitz                                                                                       |      |

## Dekanat Oberpullendorf
Das Dekanat umfasst 19 Pfarren.
Siehe auch → Liste der Dekanate der Diözese Eisenstadt